# Park Gyu-su
Park Gyu-su (Hangul:박규수, Hanja:朴珪壽, 27 de outubro de 1807 - 9 de fevereiro de 1877) era um político, filósofo neo-confucionista e diplomata da Coreia, um dos pensadores da reforma da dinastia Joseon. Um seu pseudônimo foi Hwanjae(환재 瓛齋), Hwanjae(환재 桓齋), Heonjae(헌재 獻齋). Foi neto de Park Ji-won.